# اس‌اف مونی
اس‌اف مونی (انگلیسی: San Francisco Municipal Railway) شرکت ترابری آمریکایی است، که در سال ۱۹۱۲ تأسیس شد.